# NGC 5357
NGC 5357 est une vaste galaxie elliptique située dans la constellation du Centaure. Sa vitesse par rapport au fond diffus cosmologique est de 5 131 ± 19 km/s, ce qui correspond à une distance de Hubble de 75,7 ± 5,3 Mpc (∼247 millions d'al). NGC 5357 a été découverte par l'astronome britannique John Herschel en 1835.
Selon la base de données Simbad, NGC 5357 est une galaxie LINER, c'est-à-dire une galaxie dont le noyau présente un spectre d'émission caractérisé par de larges raies d'atomes faiblement ionisés.
À ce jour, sept mesures non basées sur le décalage vers le rouge (redshift) donnent une distance de 53,771 ± 11,434 Mpc (∼175 millions d'al), ce qui est à l'extérieur des valeurs de la distance de Hubble. Notons que c'est avec la valeur moyenne des mesures indépendantes, lorsqu'elles existent, que la base de données NASA/IPAC calcule le diamètre d'une galaxie et qu'en conséquence le diamètre de NGC 5357 pourrait être d'environ 79,3 kpc (∼259 000 al) si on utilisait la distance de Hubble pour le calculer. 

## Groupe d'IC 4329
Selon A.M. Garcia, la galaxie NGC 5357 fait partie d'un groupe de galaxies qui compte au moins 24 membres, le groupe d'IC 4329. Parmi ces galaxies, se trouve NGC 5291, NGC 5292, NGC 5298, NGC 5328, IC 4319, IC 4326, IC 4328, IC 4329, IC 4329A (PGC 49051), treize galaxies du catalogue ESO et trois galaxies du catalogue PGC. PGC 48894 ne fait pas partie de la liste de Garcia. Il faut donc l'ajouter à ce groupe, car elle forme une paire de galaxies avec NGC 5291.